# Săcășeni
Săcășeni es una comuna ubicada en el distrito de Satu Mare, Rumania.

## Superficie
Posee una superficie de 82,65 kilómetros cuadrados.

## Demografía
Hasta 2021 la población era de 1134 habitantes, con una densidad de población de 13,72 habitantes por kilómetro cuadrado.